# Protesilaus orthosilaus
Protesilaus orthosilaus är en fjärilsart som först beskrevs av Gustav Weymer 1899.  Protesilaus orthosilaus ingår i släktet Protesilaus och familjen riddarfjärilar. Inga underarter finns listade i Catalogue of Life.